# Linha de campo

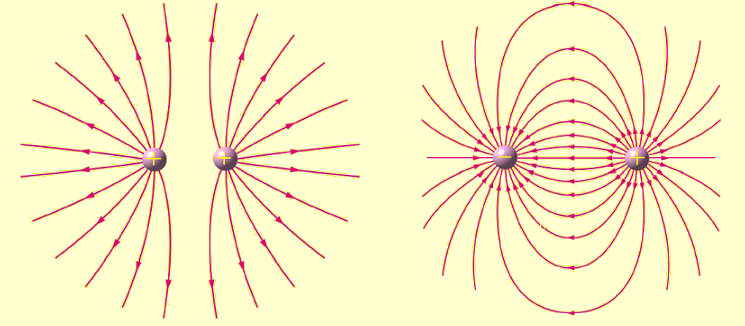
Na esquerda, linhas de campo de duas cargas positivas iguais. Na direita, linhas de campo de um dipolo.

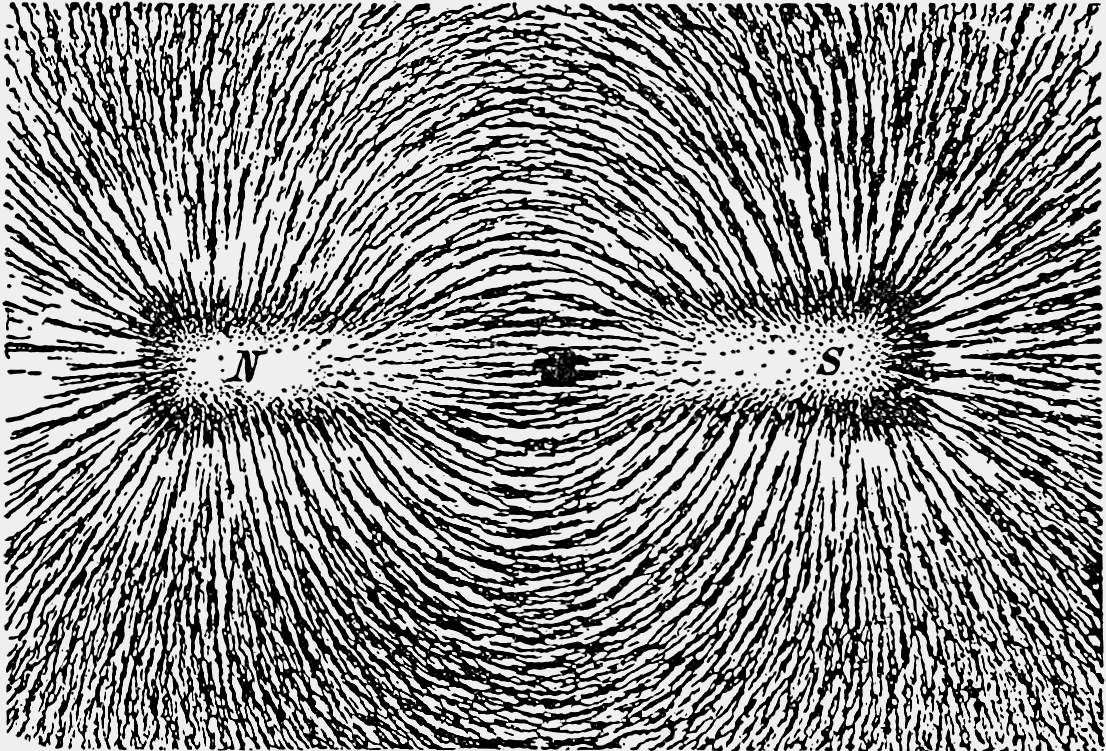
Limalha de ferro indicando linhas de campo magnético de um ímã.

Linha de campo, ou linha de fluxo, é um auxilio visual utilizado na visualização de um campo vetorial por meio de curvas direcionadas, em vez de vetores individuais. Cada linha é construída de tal forma que, em todos os pontos que a constituem, os vetores associados são tangentes a ela.